# 保険業法
保険業法（ほけんぎょうほう、平成7年6月7日法律第105号、英語表記：Insurance Business Act）は、保険業の公共性にかんがみ、保険業を行う者の業務の健全かつ適切な運営および保険募集の公正を確保することにより、保険契約者等の保護を図り、もって国民生活の安定および国民経済の健全な発展に資すること（保険業法1条）に関する日本の法律である。
所管官庁は、金融庁である。保険業法の施行期日を定める政令（平成7年政令第424号）の規定により、1996年（平成8年）4月1日施行。
目的が保険契約者・被保険者の保護で、その目的を達成する手段として保険会社と保険募集の規制するものである。
1939年（昭和14年）3月22日に公布、7月1日施行された保険業法（保険業の免許規定を厳密に定め、濫設された保険会社を淘汰した）を、1995年（平成7年）に全部改正することにより成立した。
同法は保険監督法の基本法として、保険会社および保険募集に対する監督に係るあらゆる事項について規定しており、組織に関し保険会社の特性に照らして会社法に修正を行う部分、業務を規制し監督の実効性を担保する部分、保険募集を規制し消費者保護を目的とする部分からなる。
金融庁が、同法に則り保険事業の監督および規制を行っている。

## 構成
- 第一編　総則（第一条―第二条の二）
- 第二編　保険会社等
  - 第一章　通則（第三条―第八条の二）
  - 第二章　保険業を営む株式会社及び相互会社
    - 第一節　保険業を営む株式会社の特例（第九条―第十七条の七）
    - 第二節　相互会社
      - 第一款　通則（第十八条―第二十一条）
      - 第二款　設立（第二十二条―第三十条の十五）
      - 第三款　社員の権利義務（第三十一条―第三十六条）
      - 第四款　機関
        - 第一目　社員総会（第三十七条―第四十一条）
        - 第二目　総代会（第四十二条―第五十条）
        - 第三目　社員総会及び総代会以外の機関の設置等（第五十一条―第五十三条の十二）
        - 第四目　取締役及び取締役会（第五十三条の十三―第五十三条の十六）
        - 第五目　会計参与（第五十三条の十七）
        - 第六目　監査役及び監査役会（第五十三条の十八―第五十三条の二十一）
        - 第七目　会計監査人（第五十三条の二十二―第五十三条の二十三）
        - 第八目　委員会及び執行役（第五十三条の二十四―第五十三条の三十二）
        - 第九目　役員等の損害賠償責任（第五十三条の三十三―第五十三条の三十七）

      - 第五款　相互会社の計算等 
        - 第一目　会計の原則（第五十四条）
        - 第二目　計算書類等（第五十四条の二―第五十四条の十）
        - 第三目　基金利息の支払、基金の償却及び剰余金の分配（第五十五条―第五十五条の四）
        - 第四目　基金償却積立金及び損失てん補準備金（第五十六条―第五十九）

      - 第六款　基金の募集（第六十条・第六十条の二）
      - 第七款　相互会社の社債を引き受ける者の募集（第六十一条―第六十一条の十）
      - 第八款　定款の変更（第六十二条）
      - 第九款　事業の譲渡等（第六十二条の二）
      - 第十款　雑則（第六十三条―第六十七条の二）

    - 第三節　組織変更 
      - 第一款　株式会社から相互会社への組織変更（第六十八条―第八十四条の二）
      - 第二款　相互会社から株式会社への組織変更（第八十五条―第九十六条の十六）

  - 第三章　業務（第九十七条―第百五条）
  - 第四章　子会社等（第百六条―第百八条）
  - 第五章　経理（第百九条―第百二十二条の二）
  - 第六章　監督（第百二十三条―第百三十四条）
  - 第七章　保険契約の包括移転、事業の譲渡又は譲受け並びに業務及び財産の管理の委託 
    - 第一節　保険契約の包括移転（第百三十五条―第百四十一条）
    - 第二節　事業の譲渡又は譲受け（第百四十二条・第百四十三条）
    - 第三節　業務及び財産の管理の委託（第百四十四条―第百五十一条）

  - 第八章　解散、合併、会社分割及び清算 
    - 第一節　解散（第百五十二条―第百五十八条）
    - 第二節　合併 
      - 第一款　通則（第百五十九条）
      - 第二款　合併契約（第百六十条―第百六十五条）
      - 第三款　合併の手続 
        - 第一目　消滅株式会社の手続（第百六十五条の二―第百六十五条の八）
        - 第二目　吸収合併存続株式会社の手続（第百六十五条の九―第百六十五条の十三）
        - 第三目　新設合併設立株式会社の手続（第百六十五条の十四）
        - 第四目　消滅相互会社の手続（第百六十五条の十五―第百六十五条の十八）
        - 第五目　吸収合併存続相互会社の手続（第百六十五条の十九―第百六十五条の二十一）
        - 第六目　新設合併設立相互会社の手続（第百六十五条の二十二）
        - 第七目　株式会社の合併に関する特則（第百六十五条の二十三・第百六十五条の二十四）
        - 第八目　合併後の公告等（第百六十六条）

      - 第四款　合併の効力の発生等（第百六十七条―第百七十三条）

    - 第三節　会社分割（第百七十三条の二―第百七十三条の九）
    - 第四節　清算（第百七十四条―第百八十四条）

  - 第九章　外国保険業者 
    - 第一節　通則（第百八十五条―第百九十三条）
    - 第二節　業務、経理等（第百九十四条―第百九十九条）
    - 第三節　監督（第二百条―第二百七条）
    - 第四節　保険業の廃止等（第二百八条―第二百十三条）
    - 第五節　雑則（第二百十四条―第二百十八条）
    - 第六節　特定法人に対する特則（第二百十九条―第二百四十条）

  - 第十章　保険契約者等の保護のための特別の措置等 
    - 第一節　契約条件の変更（第二百四十条の二―第二百四十条の十三）
    - 第二節　業務及び財産の管理等に関する内閣総理大臣の処分等 
      - 第一款　業務の停止、合併等の協議の命令並びに業務及び財産の管理（第二百四十一条）
      - 第二款　業務及び財産の管理（第二百四十二条―第二百四十九条の三）
      - 第三款　合併等における契約条件の変更（第二百五十条―第二百五十五条の五）

    - 第三節　合併等の手続の実施の命令等（第二百五十六条―第二百五十八条）
    - 第四節　保険契約者保護機構の行う資金援助等 
      - 第一款　保険契約者保護機構 
        - 第一目　通則（第二百五十九条―第二百六十五条）
        - 第二目　会員（第二百六十五条の二―第二百六十五条の五）
        - 第三目　設立（第二百六十五条の六―第二百六十五条の十一）
        - 第四目　管理（第二百六十五条の十二―第二百六十五条の二十二）
        - 第五目　総会（第二百六十五条の二十三―第二百六十五条の二十七）
        - 第六目　業務（第二百六十五条の二十八―第二百六十五条の三十一）
        - 第七目　負担金（第二百六十五条の三十二―第二百六十五条の三十五）
        - 第八目　財務及び会計（第二百六十五条の三十六―第二百六十五条の四十四）
        - 第九目　監督（第二百六十五条の四十五―第二百六十五条の四十七）
        - 第十目　雑則（第二百六十五条の四十八）

      - 第二款　資金援助等 
        - 第一目　資金援助の申込み等（第二百六十六条―第二百七十条の三）
        - 第二目　保険契約の承継（第二百七十条の三の二―第二百七十条の三の十四）
        - 第三目　保険契約の引受け（第二百七十条の四―第二百七十条の六の五）
        - 第四目　補償対象保険金の支払に係る資金援助（第二百七十条の六の六・第二百七十条の六の七）

      - 第三款　保険金請求権等の買取り（第二百七十条の六の八―第二百七十条の六の十）
      - 第四款　雑則（第二百七十条の七―第二百七十条の九）

    - 第五節　雑則（第二百七十一条―第二百七十一条の二の三）

  - 第十一章　株主 
    - 第一節　通則（第二百七十一条の三―第二百七十一条の九）
    - 第二節　保険主要株主に係る特例 
      - 第一款　通則（第二百七十一条の十・第二百七十一条の十一）
      - 第二款　監督（第二百七十一条の十二―第二百七十一条の十六）
      - 第三款　雑則（第二百七十一条の十七）

    - 第三節　保険持株会社に係る特例 
      - 第一款　通則（第二百七十一条の十八―第二百七十一条の二十）
      - 第二款　業務及び子会社（第二百七十一条の二十一・第二百七十一条の二十二）
      - 第三款　経理（第二百七十一条の二十三―第二百七十一条の二十六）
      - 第四款　監督（第二百七十一条の二十七―第二百七十一条の三十）
      - 第五款　雑則（第二百七十一条の三十一）

    - 第四節　雑則（第二百七十一条の三十二・第二百七十一条の三十三）

  - 第十二章　少額短期保険業者の特例 
    - 第一節　通則（第二百七十二条―第二百七十二条の十）
    - 第二節　業務等（第二百七十二条の十一―第二百七十二条の十四）
    - 第三節　経理（第二百七十二条の十五―第二百七十二条の十八）
    - 第四節　監督（第二百七十二条の十九―第二百七十二条の二十八）
    - 第五節　保険契約の包括移転等（第二百七十二条の二十九・第二百七十二条の三十）
    - 第六節　株主 
      - 第一款　少額短期保険主要株主（第二百七十二条の三十一―第二百七十二条の三十四）
      - 第二款　少額短期保険持株会社（第二百七十二条の三十五―第二百七十二条の四十）
      - 第三款　雑則（第二百七十二条の四十一―第二百七十二条の四十三）

  - 第十三章　雑則（第二百七十三条―第二百七十四条）
- 第三編　保険募集 
  - 第一章　通則（第二百七十五条）
  - 第二章　保険募集人及び所属保険会社等 
    - 第一節　保険募集人（第二百七十六条―第二百八十二条）
    - 第二節　所属保険会社等（第二百八十三条―第二百八十五条）

  - 第三章　保険仲立人（第二百八十六条―第二百九十三条）
  - 第四章　業務（第二百九十四条―第三百一条の二）
  - 第五章　監督（第三百二条―第三百八条）
- 第四編　雑則（第三百九条―第三百十四条）
- 第五編　罰則（第三百十五条―第三百三十八条）
- 附則

## 免許・資格
- 保険業免許